# 에우비스 에보라
에우비스 에보라(Elvis Évora)는 카보베르데 태생의 포르투갈 농구 선수이다. 포지션은 센터이다.